# Chlorissa distinctaria
Chlorissa distinctaria är en fjärilsart som beskrevs av Walker 1866. Chlorissa distinctaria ingår i släktet Chlorissa och familjen mätare. Inga underarter finns listade i Catalogue of Life.